# William Wallace Campbell
William Wallace Campbell, ameriški astronom, * 11. april 1862, Okrožje Hancock, Ohio, ZDA, † 14. junij 1938, San Francisco, Kalifornija, ZDA.

## Življenje in delo
Campbell je bil pionir na področju astronomske spektroskopije. Katalogiziral je radialne hitrosti zvezd.
Študiral je gradbeništvo na Univerzi Michigana v Ann Arborju. Od leta 1888 do 1891 je tu poučeval astronomijo. Leta 1890 je poleti kot prostovoljec delal na Lickovem observatoriju. Tu se je pri Keelerju izpopolnil v spektroskopiji.
Med letoma 1901 in 1930 je bil predstojnik Lickovega observatorija. Med letoma 1923 in 1930 je bil enajsti predsednik Univerze Kalifornije.
V letu 1922 je vodil odpravo v Avstralijo kjer je fotografiral Sončev mrk. Pridobljeni podatki so dali nove potrditve Einsteinove splošne teorije relativnosti, predvsem odklon svetlobe v gravitacijskem polju Sonca.
Pri 76. letih je naredil samomor. Bil je že skoraj slep in je trpel za napadi afazije. To ni bilo neprijetno le zanj. Menil je da je pustilo breme njegovi družini zaradi nege in stroškov, vsaj glede na zapiske, ki jih je zapustil v času svoje smrti.

## Priznanja
Leta 1931 je postal predsednik Nacionalne akademije znanosti ZDA.

### Nagrade
- medalja Henryja Draperja (1906)
- zlata medalja Kraljeve astronomske družbe (1906)
- medalja Bruceove (1915)

### Poimenovanja
Po njem se imenujeta kraterja na Luni (Campbell) in Marsu (Campbell) ter asteroid glavnega pasu 2751 Campbell.